# Rotheca makanjana
Rotheca makanjana là một loài thực vật có hoa trong họ Hoa môi. Loài này được (H.J.P.Winkl.) Steane & Mabb. miêu tả khoa học đầu tiên năm 1998.